# Louis-Gabriel Suchet
Pour les articles homonymes, voir Suchet.
Louis-Gabriel Suchet, duc d'Albufera, né le 2 mars 1770 à Lyon et mort le 3 janvier 1826 à Marseille, est un militaire français, élevé à la dignité de maréchal d'Empire par Napoléon en 1811. 
Fils d'un soyeux lyonnais, il commence sa carrière en 1791 en s'engageant dans la Garde nationale. Il gravit rapidement les échelons jusqu'au grade de lieutenant-colonel et participe à ce titre à la première campagne d'Italie qu'il termine comme commandant de la 18e demi-brigade ; il occupe ensuite les fonctions de chef d'état-major en Helvétie et en Italie. Nommé général de division en 1799, il sert encore en Italie pendant deux ans. Sous le Premier Empire, il participe avec brio aux premières campagnes napoléoniennes à la tête d'une division.
En 1808, Suchet est envoyé en Espagne où il obtient rapidement le commandement de l'armée d'Aragon, avec laquelle il remporte une série de victoires contre les Espagnols. Excellent administrateur, et contrairement à la quasi-totalité de ses collègues, il consolide ses positions en créant une administration civile efficace et en pacifiant la région, s'attachant ainsi la population aragonaise. Il s'empare successivement des villes de Lérida, Tortosa et Tarragone — à la suite de quoi Napoléon l'élève à la dignité de maréchal d'Empire le 8 juillet 1811 — puis du royaume de Valence. Les défaites françaises dans le reste de la péninsule l'obligent cependant à se replier sur les Pyrénées. 
Rallié aux Bourbons, il reprend du service sous les Cent-Jours avec le commandement de l'armée des Alpes ; il est cette fois disgracié par Louis XVIII à la Seconde Restauration mais est finalement rappelé à la Chambre des pairs. Seul maréchal à avoir gagné son bâton pour ses victoires en Espagne, ses talents militaires sont reconnus par Napoléon qui déclare à Sainte-Hélène que « s'il avait eu deux maréchaux comme Suchet en Espagne, non seulement il aurait conquis la péninsule, mais il l'aurait aussi gardée ».

## Biographie
Louis-Gabriel Suchet est le fils aîné de Jean-Pierre Suchet (Lyon, 4 avril 1736 - 14 janvier 1789), négociant soyeux et juge conservateur à la Charité de Lyon, et de Marie-Anne Jacquier (1742 - v. 1789). La famille Suchet, originaire du sud de l'Ardèche, pratique le commerce de la soie depuis plusieurs générations. Doté d’une solide instruction, Suchet entre dans la Garde nationale de Largentière en 1791, comme sous-lieutenant, puis rejoint une compagnie franche de l'Ardèche du 12 mai 1792 au 20 septembre 1793, lors de l'appel des volontaires. Plein d'ardeur et de zèle, le jeune Suchet conquiert rapidement en 1792, les grades de lieutenant et capitaine. Le 20 septembre 1793, il est élu lieutenant-colonel du 4e bataillon de volontaires de l'Ardèche à Bourg-Saint-Andéol.

### Du siège de Toulon aux plaines d'Italie

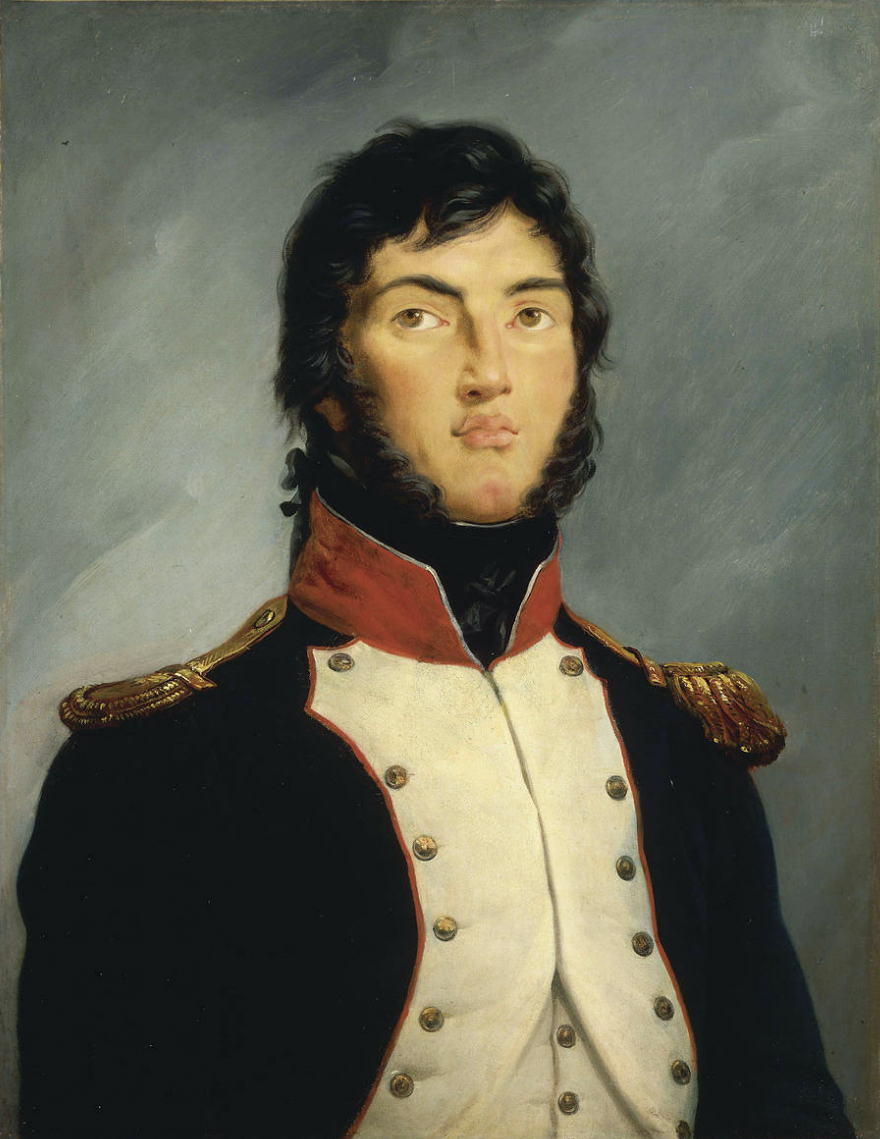
Vincent-Nicolas Raverat, Louis-Gabriel Suchet, Lieutenant-colonel au 4e bataillon de volontaires de l'Ardèche en 1792, 1834.

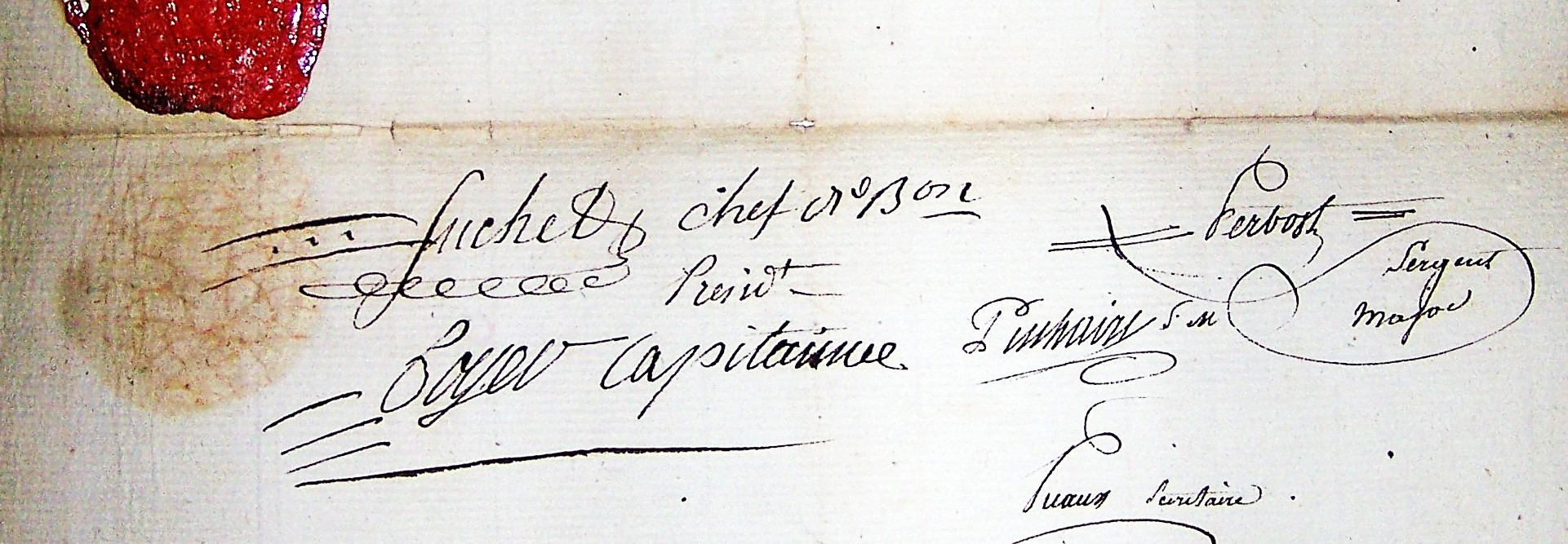
Signature de Suchet, chef du 4e bataillon de l'Ardèche, futur maréchal de France.

Il est présent au siège de Toulon jusqu'au 18 décembre 1793. Lors de celui-ci, une colonne britannique de 2 000 hommes réalise une sortie afin de s’emparer des batteries françaises que Bonaparte a installées afin d’entamer les structures d’un fort. Les Britanniques sont contre-attaqués et repoussés à la baïonnette par les soldats français, lors du corps à corps, Suchet fait prisonnier le général britannique Charles O'Hara, le 30 novembre. Après la prise de Toulon, il participe avec son unité d'origine à la répression de l'insurrection royaliste dans le Sud-Est de la France. À la tête du 4e bataillon de volontaires de l'Ardèche, il participe ainsi aux massacres du village de Bédoin, le 28 mai 1794.
Passé chef de bataillon à la 211e demi-brigade de première formation affecté à l'armée d'Italie, il assiste en 1794, aux combats de Vado, de Saint-Jacques et à tous ceux qui sont livrés par la division Laharpe. En 1795, à la bataille de Loano les 23 et 24 novembre, à la tête de son bataillon, il enlève trois drapeaux aux Autrichiens. Le 7 mars 1796, il se trouve affecté par amalgame à la 69e demi-brigade de ligne, avec laquelle il prend une part glorieuse aux combats de Cosseria le 13 avril, de Dego les 14 et 15 avril et de Lodi le 10 mai. Le 25 mai 1796, il commande un bataillon de la 18e demi-brigade de deuxième formation dans la division Masséna, il participe aux combats de Borghetto le 30 mai, de Castiglione le 5 août, de Peschiera le 6 août, de Trente le 5 septembre, de Bassano le 8 septembre, de Cerea le 12 septembre, où il est dangereusement blessé. À peine rétabli, il participe aux combats d'Arcole du 15 au 17 novembre, puis de Rivoli les 13 et 14 janvier 1797. Il fait la campagne qui décide le traité de Campo-Formio du 18 octobre 1797. À cette époque, le général Masséna l'envoie porter au général en chef Bonaparte, les drapeaux conquis dans la bataille de Tarvis du 21 au 23 mars 1797. Il est blessé de nouveau à la bataille de Neumarkt in Steiermark en Styrie le 1er avril.

### Chef d'état-major

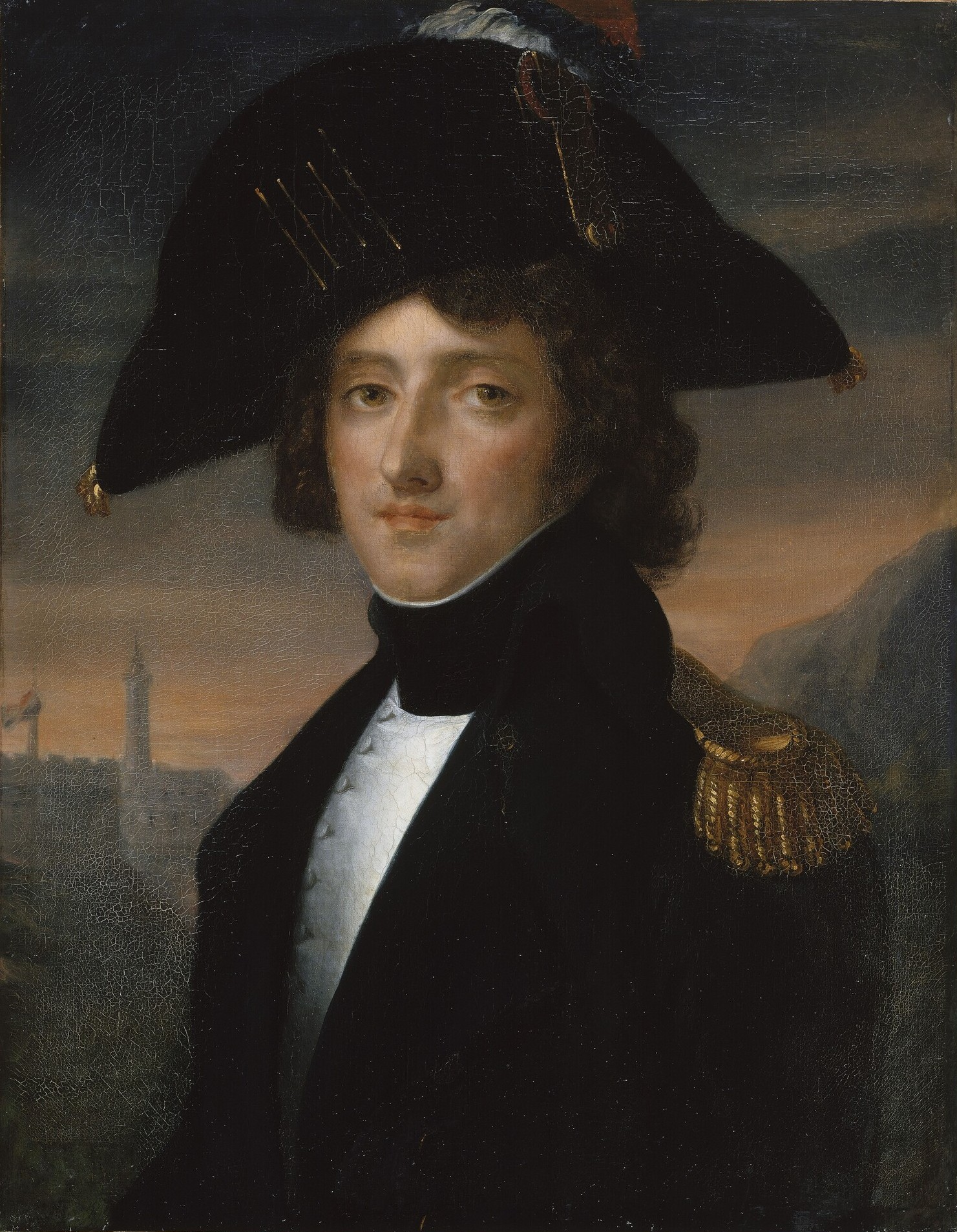
Joseph Albrier, Louis-Gabriel Suchet, duc d'Albuféra, chef de bataillon à la de deuxième formation en 1795.

Il est nommé chef de brigade provisoire le 28 octobre 1797. En février 1798, son régiment passe en Suisse. Suchet devient chef d'état-major de Brune, commandant de l'armée d'Helvétie, lors de la brève campagne d’Helvétie du 4 février au 5 mars. La conduite du colonel Suchet lui vaut de nouveau l'honneur de porter à Paris 23 drapeaux pris à l'ennemi. Promu général de brigade le 23 mars 1798, il est employé peu de temps après, en qualité de chef d'état-major par intérim à l'armée d'Italie du 9 mai au 24 juin, en l'absence de Leclerc, puis comme chef d'état-major en titre le 22 août, sous les ordres du général Joubert, dont il est l'ami. Il est remplacé à ce poste par Montrichard le 14 octobre, tout en restant à l'armée d'Italie.
Le Piémont donnant alors des inquiétudes pour la retraite de l'armée, et Joubert ayant reçu ordre d'occuper ce pays à la fin de 1798, Suchet prépare cette expédition qui se termine sans combats. Il est nommé à l'armée d'Helvétie le 2 décembre 1798, mais il ne rejoint pas son poste et est destitué le 27 décembre. Occupé à réorganiser l'armée, il se trouve en opposition avec le commissaire du Directoire, et cette lutte fait rendre contre lui un décret du gouvernement par lequel il est menacé d'être porté sur la liste des émigrés, s'il ne rentre pas en France sous trois jours. Il faut obéir, mais Joubert, mécontent du rappel de son ami, quitte brusquement le commandement et retourne dans sa famille. Dès son arrivée à Paris, le général Suchet parvient à se justifier, et est presque aussitôt employé comme chef d'état-major à l'armée de Mayence le 21 février 1799.
Détaché dans les Grisons en tant que commandant de la 1re brigade de la 3e division à l'armée d'Helvétie le 4 mai 1799, et séparé de l'armée pendant dix jours, il défend les positions de Davos, Bergün, et Splügen. Trompant l'ennemi qui l'entoure, il rejoint l'armée par les sources du Rhin, vers le massif du Saint-Gothard, sans être entamé. C’est lui qui porte ensuite les drapeaux ennemis pris au Directoire. Désigné comme major général de l’armée d’Égypte, il doit se rendre à Paris pour se disculper des fausses accusations portées contre sa gestion sous Brune en Suisse et ne peut donc participer à la campagne.

### Deuxième campagne d'Italie
Il passe en Italie comme chef d'état-major sous Joubert, le successeur de Brune le 10 juillet 1799. Après la campagne désastreuse de Schérer, vaincu à la bataille de Magnano le 5 avril précédent, Joubert, ayant repris le commandement de l'armée d'Italie, le fait nommer le 10 juillet 1799, général de division. Après la bataille de Novi le 15 août, où la France perd Joubert, Suchet continue ses fonctions sous Moreau ; puis devient commandant par intérim de l'armée d'Italie à la place de Championnet du 31 décembre 1799 au 5 janvier 1800.
Après le 18 brumaire (9 novembre 1799), Napoléon Bonaparte charge Masséna du commandement de l'armée d'Italie et Suchet devient commandant de l'aile gauche de l'armée le 8 janvier 1800. Coupé de l'armée de Masséna dès le 8 avril, il se replie sur le Var. Le 19 avril, il échoue dans son attaque à Monte San Giacomo ; il se replie à partir de Loano le 1er mai. Du 17 au 24 juin, il est commandant par intérim, en l'absence de Masséna, de l'armée d'Italie. Il reprend Gênes, le 22 juin 1800, quelques jours après Marengo (14 juin). Il commande le corps du centre à l'armée d'Italie le 24 juillet. Il devient gouverneur de Padoue en janvier 1801.
La campagne s'étant rouverte, en 1801, après six mois d'armistice, le général Suchet commande le centre de l'armée, composé de trois divisions fortes de 18 000 hommes. Au passage du Mincio, il secourt et dégage le général Dupont, et fait avec lui 4 000 prisonniers sur le général Bellegarde à la bataille de Pozzolo le 25 décembre 1800. Après la paix de Lunéville le 9 février 1801, il est nommé inspecteur général d'infanterie le 24 juillet 1801. Il est bien connu du Premier Consul, car il a épousé en 1799 Honorine Anthoine de Saint-Joseph, fille de l'ainée des Clary et de Antoine-Ignace Anthoine, maire de Marseille.

### Les premières campagnes de l'Empire
Au mois d'octobre 1803, Suchet est nommé commandant de la 4e division du corps du maréchal Soult, stationné au camp de Boulogne. En froid avec son supérieur, il demande à Joseph Bonaparte d'intervenir en sa faveur auprès de Napoléon pour obtenir une mutation, mais rejoint finalement son poste en novembre. Les troupes sous sa responsabilité comprennent cinq régiments d'infanterie articulés en deux brigades, auxquels s'ajoutent un régiment de cavalerie et l'artillerie divisionnaire. La 4e division cantonne aux abords du port de Wimereux, que Suchet s'attelle à agrandir pour y accueillir le nombre d'embarcations nécessaires au transport des troupes. Il améliore le confort de ses hommes en faisant construire des baraquements en pierre, et s'occupe également de faire paver certaines routes. Le général adhère à la proclamation de l'Empire le 18 mai 1804 et se rend plusieurs fois en congé à Paris au cours de l'année, sans assister cependant à la cérémonie du Sacre le 2 décembre.

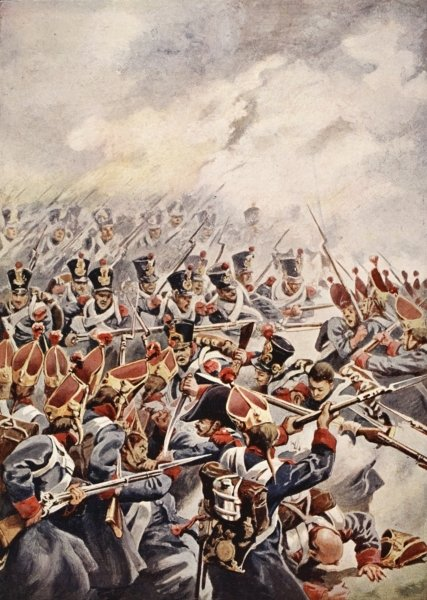
La division Suchet à Austerlitz, le 2 décembre 1805.

En février 1805, toujours en étroite relation avec l'impératrice Joséphine, Suchet obtient grâce à elle le poste de gouverneur du palais de Laeken, près de Bruxelles ; la charge bien qu'honorifique s'accompagne d'un traitement annuel de 15 000 francs, que Suchet perçoit avec régularité jusqu'en 1813. Le 26 août, sa division est inspectée par l'Empereur qui le félicite et accepte de le transférer au 5e corps du maréchal Lannes. La 4e division, devenu la 3e depuis son changement d'affectation, quitte Boulogne le 2 septembre : elle forme l'avant-garde de la Grande Armée qui se dirige vers l'est pour affronter les Austro-Russes en Allemagne. Suchet participe à la manœuvre d'Ulm et, le 15 octobre, enlève les hauteurs de Michelsberg avec l'appui de la division Gazan et des grenadiers d'Oudinot. Il prend part à la bataille d'Hollabrunn le 16 novembre. Lors de la bataille d'Austerlitz le 2 décembre, la division Suchet forme l'extrême-gauche de l'armée française face au corps russe du prince Bagration. Elle se compose du 17e léger (brigade Claparède), des 34e et 40e de ligne (brigade Beker) et des 68e et 88e de ligne (brigade Valhubert), à deux bataillons chacun.
La progression française démarre en milieu de matinée. La cavalerie russe tente de s'interposer mais est décimée par les tirs de l'infanterie de Suchet, tandis que les cavaliers de Walther et de Kellermann arrivent à la rescousse et repoussent les assaillants. Suchet s'avance en première ligne « en échelons, par régiments comme à l'exercice, sous le feu de l'artillerie russe ». Ses hommes subissent des pertes sévères face à trois régiments de mousquetaires russes soutenus par quelques pièces d'artillerie. Au sud, Caffarelli parvient à occuper les villages de Krug et d'Holubitz et oblique au nord afin de couper la retraite aux Russes. Face à la pression conjuguée des troupes de Suchet et Caffarelli appuyées par la cavalerie, Bagration doit de se replier sur la route de Brünn jusqu'à Welleschowitz, couvert par le feu opportun de l'artillerie autrichienne déployée sur les hauteurs. Au soir de la bataille, Napoléon invite Suchet à dîner. Il le récompense en l'élevant à la dignité de Grand aigle de la Légion d'honneur le 8 février 1806.
Dans la campagne de Prusse de 1806, il devient commandant de la 1re division du 5e corps sous Lannes début octobre. Sa division remporte le premier avantage à Saalfeld le 10 octobre. Elle commence l'attaque à Iéna le 14 suivant. Elle se signale de nouveau en Pologne, lors de la bataille de Pułtusk le 26 décembre. À Ostrolenka le 16 février 1807, la division Suchet (en compagnie des troupes des généraux Oudinot et Reille) affronte avec succès les Russes du général Essen. Le 24 février, il passe avec sa division sous les ordres de Masséna. Après la paix de Tilsitt du 9 juillet 1807, le général Suchet prend ses cantonnements en Silésie et commande le 5e corps qui est envoyé en Espagne l'année suivante. Il devient comte de l'Empire le 19 mars 1808.

### Campagne d'Espagne

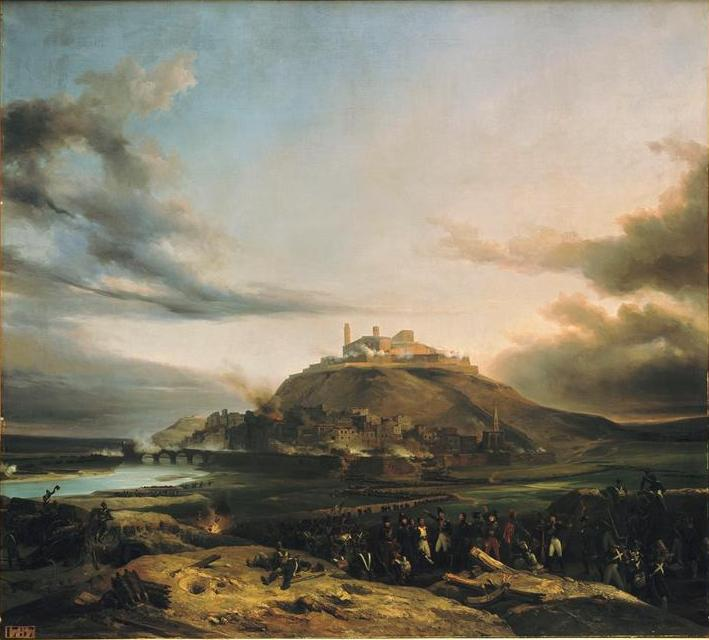
Le général Suchet s'empare de Lérida le 14 mai 1810 par Jean-Charles-Joseph Rémond (1836).

Le 2 octobre 1808, il est nommé commandant de la 1re division du 5e corps sous Mortier à l'armée d'Espagne. Unique maréchal à gagner son titre dans la péninsule, il réorganise les unités françaises sous son commandement, établit une discipline sévère, administre sagement, ce qui lui donne l’affection des Espagnols. Suchet est par ailleurs le seul des chefs français à réussir complètement la pacification de la zone dont il est chargé. Il se distingue par une série impressionnante de menées à la tête de l'armée d'Aragon. Le 20 décembre 1808, la division Suchet ouvre le siège de Saragosse, sur la droite de l'Èbre, où elle obtient des succès jusqu'à la reddition de la ville le 21 février 1809. Nommé le 5 avril 1809, général en chef du 3e corps (armée d'Aragon) à la place de Junot, et gouverneur de cette province.

#### Suchet face à Blake
Le jour de son arrivée au commandement, le général espagnol Joaquín Blake y Joyes se présente avec 25 000 hommes devant Saragosse. Les troupes espagnoles chassent la garnison française d'Alcañiz et s'y retranchent. Suchet se porte à leur rencontre le 23 mai. Les premiers affrontements sont indécis ; les Français avancent sous un feu nourri tandis que la cavalerie espagnole est taillée en pièces par son homologue française. Suchet envoie l'infanterie du général Fabre contre la forteresse afin d'emporter la décision, mais elle est décimée par l'artillerie espagnole. Ce dernier échec force pour la première fois Suchet au repli, après avoir perdu environ 1 500 soldats tués ou blessés. Quelques jours plus tard, le 15 juin, il prend sa revanche sur Blake à Maria. Les troupes françaises dispersent rapidement les soldats espagnols et les poursuivent, leur infligeant des pertes de 1 200 tués, 400 prisonniers, 25 canons et 3 drapeaux. Le 18 juin Suchet complète la défaite de Blake à Belchite, où l'action coordonnée de son infanterie et de sa cavalerie (4e régiment de hussards et lanciers de la Vistule) met les Espagnols en déroute. Ces derniers laissent 800 hommes sur le terrain et abandonnent aux troupes françaises 4 000 prisonniers, 9 pièces d'artillerie et un drapeau. Ces succès renversent le projet des Espagnols de se porter sur les Pyrénées. L'administration juste et modérée de Suchet, son impartiale intégrité envers les habitants auxquels il conserve leurs emplois, sa protection particulière pour le clergé, sa sévérité sur la discipline, lui attachent les Aragonais et lui créent des ressources.

#### Suchet à l'assaut des villes espagnoles

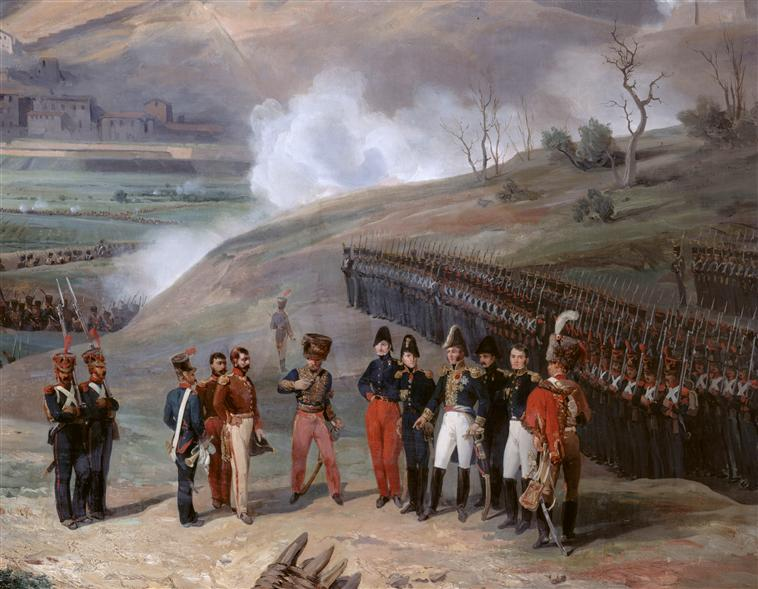
La ville de Tortosa se rend aux troupes du général Suchet le 2 janvier 1811 par Jean-Charles-Joseph Rémond (1837).

Au milieu de la disette générale, son armée devient florissante, et après une marche sur Valence, en janvier 1810, elle commence ses mémorables campagnes. Le 1er mars 1810, Suchet remporte la victoire lors du combat du pont d'Alventosa, occupe Segorbe le 3 mars et échoue à Valence courant mars. Lérida, écueil des grands capitaines, tombe la première en son pouvoir le 14 mai 1810, après une victoire complète remportée sur le général O'Donnel à Margalef le 13 avril, sous les murs de la place. Les troupes de ce dernier, voulant secourir les assiégés, sont rompues sous les charges des cuirassiers français et se replient en désordre. Mequinenza est forcée de capituler le 8 juin 1810, Tortose ouvre ses portes le 2 janvier 1811, après 13 jours de tranchée ouverte, le fort San Felipe, au col de Balaguer, est pris d'assaut le 9 janvier suivant. Tarragone, la Forte, succombe le 28 juin après 55 jours de siège, ou plutôt d'une continuelle et terrible bataille, en présence et sous le feu de l'escadre britannique, de ses troupes de débarquement et de l'armée espagnole de Catalogne. Il prend Montserrat le 24 juillet. Le bâton de maréchal d'Empire est le prix de cette campagne : Napoléon le lui octroie le 8 juillet 1811.
Le 16 septembre 1811, le maréchal ouvre la campagne de Valence en mettant le siège devant Sagonte. Il occupe Murviedro le 27 septembre. Les forts de l'antique Sagonte, qui couvrent cette capitale, relevés à grands frais par les Espagnols, l'arrêtent. La garnison de Sagonte a repoussé deux assauts. La ville continue d'être battue en brèche : Blake sort de Valence avec 30 000 hommes pour la secourir, et est défait totalement, à Puebla de Benaguasil le 1er octobre 1811. Oropesa est assiégée et prise le 11 octobre. Sagonte capitule le 25 octobre, le maréchal y est blessé à l'épaule par balle. Le 26 décembre, ayant reçu le corps de réserve de La Havane, et sans attendre les divisions du Portugal, il passe le Guadalaviar, investit Valence, presse le siège et le bombardement, et force Blake à capituler le 9 janvier 1812. Le 10, les Espagnols au nombre de 17 500 hommes d'infanterie et 1 800 de cavalerie, se rendent, et Valence est occupée. Le 19 janvier le fort de Dénia et le 4 février la place de Peñíscola tombent en son pouvoir, et complètent la conquête du royaume de Valence.

#### Retraite sur les Pyrénées

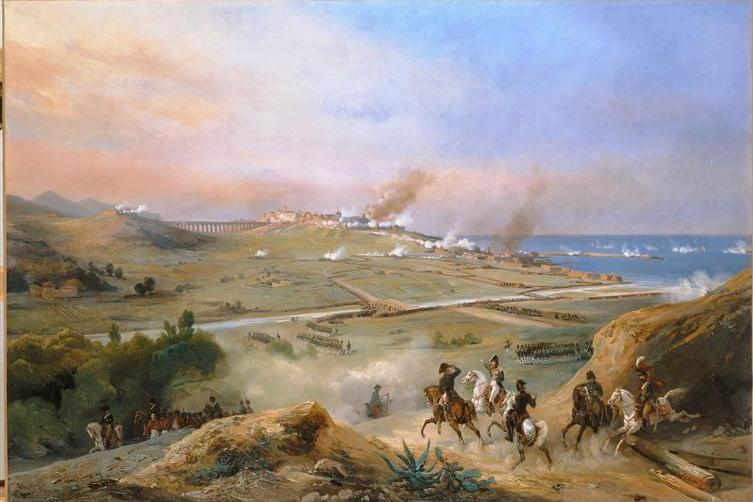
Prise de Tarragone par le général Suchet, le 28 juin 1811 par Jean-Charles-Joseph Rémond (1837).

Le 24 janvier 1812, il est duc d'Albuféra et gouverneur du pays de Valence,. Après divers engagements victorieux, contre le général Enrique José O'Donnell et l'armée espagnole, il subit une défaite à la bataille de Castalla le 13 avril 1813. Après avoir reçu à Valence en avril, le commandement de l'armée d'Aragon et de l'armée de Catalogne, il réunit ces deux armées pour marcher contre l'armée britannique. Le maréchal fait le 12 juin 1813, lever le siège de Tarragone, entrepris depuis le 2 juin par le général Murray qui doit rembarquer ses troupes à la hâte et y perd toute son artillerie.
La retraite de l'armée française au-delà des Pyrénées après la bataille de Vitoria le 21 juin, l'oblige à évacuer Valence le 5 juillet, dix-huit mois après la reddition de cette ville. Il laisse des garnisons à Dénia, Sagonte, Peniscola, Tortose, Lérida et Mequinenza approvisionnées pour plus d'un an. Le 12 septembre, au col d'Ordal, son infanterie emporte les redoutes occupées par les troupes anglaises sous le commandement de lord Bentinck tandis que la cavalerie française, poursuivant l'ennemi le 13 septembre, s'empare du village de Vilafranca avec l'aide d'un bataillon d'infanterie et repousse les forces ennemies qui s'y sont rassemblées. Suchet se retire de Tarragone le 15 août. Il est nommé gouverneur de la Catalogne le 15 novembre. Suchet est alors nommé colonel général de la Garde impériale le 18 novembre, en remplacement du maréchal Jean-Baptiste Bessières, qui vient de trouver la mort dans un combat près de Weissenfels. Le duc d'Albuféra occupe pendant six mois la Catalogne.
Vingt mille hommes lui ayant été demandés pour la France en janvier 1814, il se rapproche alors des Pyrénées. Malgré la faiblesse de son armée, réduite à neuf mille hommes, Suchet persiste à rester en Espagne pour assurer la rentrée de 18 000 hommes de garnison, et surtout pour empêcher l'ennemi d'envahir la frontière. Il est encore vainqueur à Molino del Rey le 15 janvier 1814. Le 24 mars 1814, il reçoit Ferdinand VII, à qui Napoléon a rendu sa liberté par le traité de Valençay en échange d'une promesse de neutralité qu'il ne tiendra pas. Suchet remet le roi à l'armée espagnole du général Francisco Copons y Navia. Il évacue la Catalogne en avril 1814. La frontière des Pyrénées-Orientales reste inviolée jusqu'à la chute de l'Empire. Il est nommé le 22 avril commandant en chef de l'armée du Midi.

### Première Restauration
Instruit officiellement de l'abdication de l'Empereur, et croyant voir le vœu de la nation dans ce décret du Sénat, rallié à la Restauration, il fait reconnaître Louis XVIII par l'armée dont le gouvernement royal lui conserve le commandement. De retour à Paris, il est nommé pair de France le 4 juin 1814, gouverneur de la 14e division militaire à Caen, le 21 juin et commandeur de Saint-Louis le 24 septembre, puis, le 30 novembre, gouverneur de la 5e division à Strasbourg. Tant que les Bourbons demeurent sur le territoire français, le duc d'Albuféra reste fidèle au serment qu'il leur a prêté et maintient les troupes dans l'obéissance : resté sans ordres ni instructions du gouvernement royal, et jugeant, par les premiers actes du congrès de Vienne, que les forces étrangères se disposent à envahir la France.

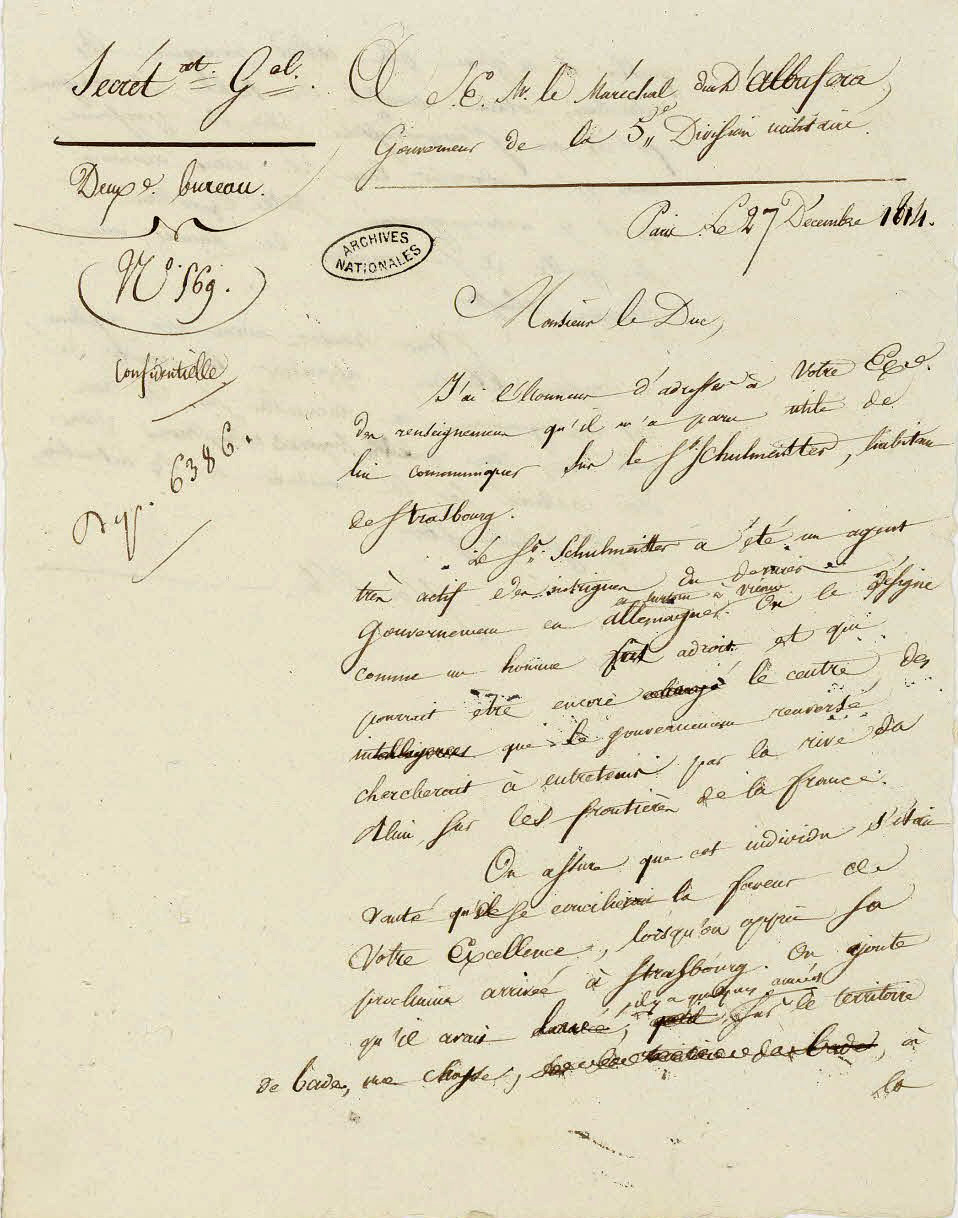
Dépêche confidentielle du ministre de la Police à Suchet au sujet de Charles Schulmeister.
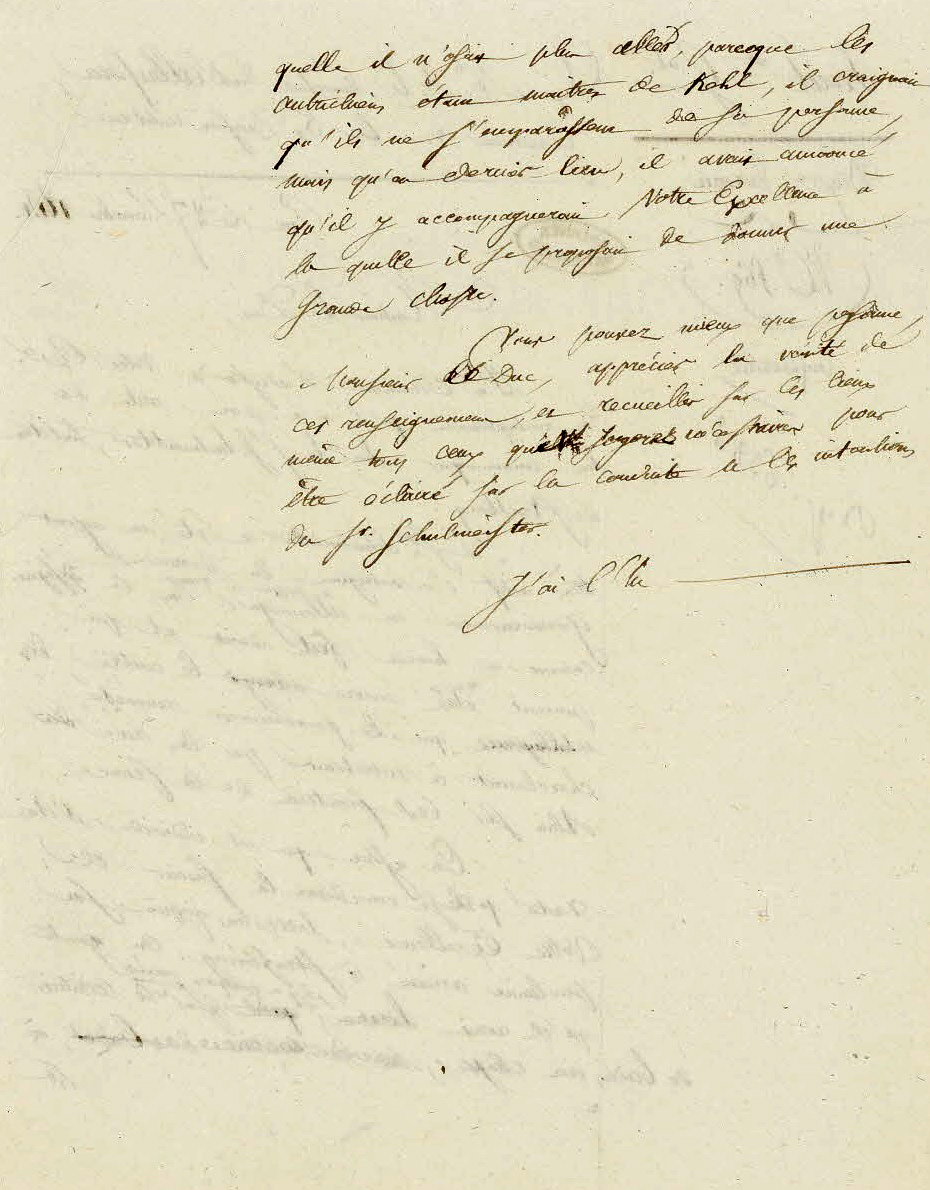
27 décembre 1814. Archives nationales.

### Les Cent-Jours
Pendant les Cent-Jours, il est nommé commandant le 5e corps d'observation à Strasbourg le 26 mars 1815. Le maréchal se rend à Paris le 30 mars, dix jours après l'arrivée de Napoléon Ier, pour recevoir de nouveaux ordres. Il reçoit le 4 avril celui de se rendre à Lyon pour y rassembler une armée. Suchet se voit confier le commandement du 7e corps appelé l’armée des Alpes le 26 avril. Il dispose en tout de deux divisions d'infanterie, six escadrons de cavalerie, un peloton de la gendarmerie et de 42 canons, pour un total d'environ 9 000 hommes. Il est nommé, le 2 juin suivant, membre de la chambre impériale des pairs.
À la tête de ces nouvelles troupes, il se porte vers les Alpes et, malgré l'inexpérience de ses troupes composées pour la plupart de gardes nationaux et le manque de chevaux, envahit la Savoie le 14 juin ; bat les Piémontais le 15 juin, et quelques jours après les Autrichiens à Conflans. L'arrivée de la principale armée autrichienne à Genève l'oblige à quitter la Savoie et à se replier sur Lyon le 30 juin.

### Après Waterloo
Informé le 11 juillet de la défaite de Waterloo, le duc d'Albuféra négocie le 12 juillet avec les Autrichiens une capitulation honorable qui, en sauvant sa ville natale, conserve à la France pour dix millions de matériel d'artillerie. Le même jour, il envoie trois généraux pour annoncer au roi qu'il est reconnu par l'armée : à cette occasion, Louis XVIII confirme son commandement.
Exclu de la Chambre des pairs par l'ordonnance du 24 juillet 1815, au moment de l'épuration des personnes les plus compromises avec le régime précédent, le duc d'Albuféra est rappelé dans cette chambre par une ordonnance du 5 mars 1819. Malgré ses espérances, il ne participe pas à l'expédition d'Espagne de 1823.
Il meurt à Marseille le 3 janvier 1826. Sa dépouille est transportée à Paris. Il repose au cimetière du Père-Lachaise (division 39). 

## Considérations

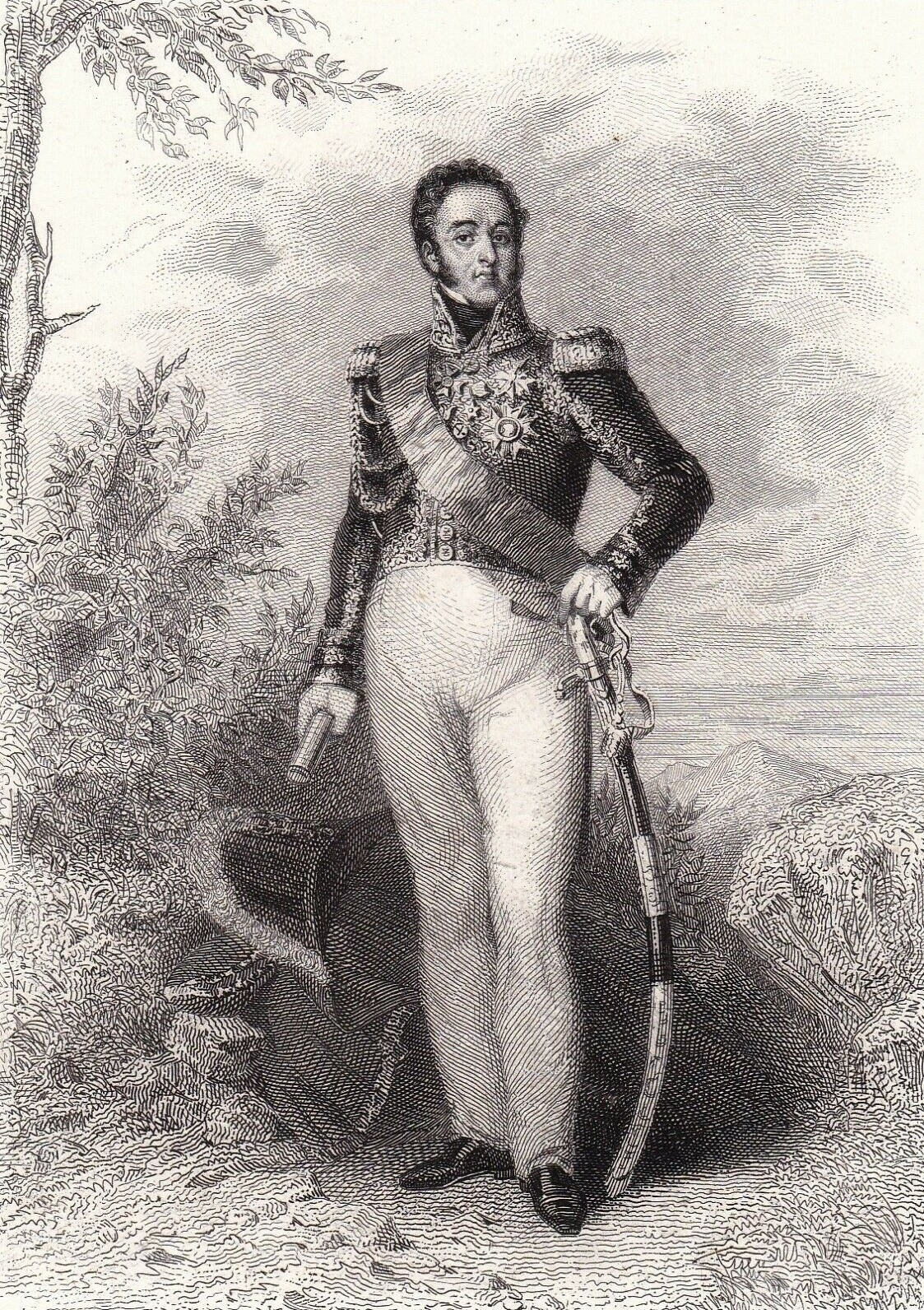
Le maréchal Suchet. Gravure de Geoffroy d'après une peinture de Jean-Baptiste Paulin Guérin, 1858.

Pour l'historien Jacques Jourquin, Suchet est le « maréchal de la guerre d'Espagne ». Seul général à avoir obtenu son bâton pour des victoires dans la péninsule Ibérique, il se révèle également comme l'un des rares maréchaux capables d'exercer un commandement indépendant. Jean-Yves Puyo note ainsi qu'« à défaut d'être passé à la postérité à l'exemple des Lannes, Murat, Ney ou encore Soult, [Suchet] demeure un des plus brillants serviteurs du Premier Empire ». Tout à la fois excellent administrateur et général talentueux, il parvient à inculquer à ses troupes un esprit de corps qui lui permet d'amalgamer à ses forces un certain nombre d'unités étrangères et d'inciter ses hommes à donner le meilleur d'eux-mêmes. Il est en outre un organisateur remarquable qui conduit toujours ses opérations avec méthode et sait tirer parti de ses succès. N'hésitant jamais, dans ses rapports, à mettre en valeur les actions de ses officiers et à solliciter pour eux des distinctions, il est populaire auprès de ses soldats, dont il se préoccupe du bien-être y compris dans un contexte aussi difficile que l'Espagne. Jeanne A. Ojala écrit :

« Trois principes guidèrent la conduite et le style de commandement de Suchet : tout d'abord, la discipline était la base d'une armée puissante ; ensuite, le succès et la discipline étaient tributaires d'une bonne administration (paiement régulier de la solde ainsi que ravitaillement, équipements et hôpitaux adéquats) ; et enfin, les officiers devaient faire preuve d'intégrité et ne pas vivre avec ostentation, afin de ne pas offenser le soldat ordinaire. Même si d'autres généraux auraient pu acquiescer à ces principes, Suchet en était littéralement pénétré — caractéristique qui, à elle seule, le distingue de la plupart des grands commandants de Napoléon. »

Sous son administration, les provinces espagnoles relevant de son autorité acquièrent très vite la réputation d'être aussi paisibles que n'importe quel département français. L'un des biographes du maréchal, Frédéric Hulot, écrit : « on est bien obligé d'admettre que sa méthode [à Suchet] fut la seule qui permit d'espérer arriver à une pacification et un ralliement de la population au roi Joseph », même si, faute de temps et de moyens, son œuvre demeure inachevée. En reconnaissance de sa gestion avisée, il est surnommé par les Espagnols El hombre justo (« l'homme juste ») ; à sa mort en 1826, une messe est célébrée en sa mémoire à la cathédrale de Saragosse et le roi d'Espagne Ferdinand VII écrit à sa veuve pour lui dire que le souvenir agréable laissé par Suchet en Aragon et dans le royaume de Valence est toujours bien présent. 
À Sainte-Hélène, Napoléon déclare que « s'il avait eu deux maréchaux comme Suchet en Espagne, non seulement il aurait conquis la péninsule, mais il l'aurait aussi gardée ». Lors d'une conversation avec le docteur O'Meara, qui lui demande quel fut son meilleur général, l'Empereur répond : « cela est difficile à dire, mais il me semble que c'est Suchet ». L'historien russe Oleg Sokolov, classant les mérites des grands capitaines de l'armée impériale, considère Suchet comme le meilleur maréchal de Napoléon avec Davout et note qu'il est « l'unique maréchal qui puisse se vanter de n'avoir pas eu de défaite en Espagne ». Ce jugement fait écho à celui de Bernard Bergerot, qui écrit que Suchet est « invaincu dans toute sa campagne d'Espagne », et de Jean-Joël Brégeon, pour qui « égrener les victoires de Suchet (qui ne subit aucun revers) et de ses subordonnés est un peu fastidieux ».
D'autres historiens portent cependant un jugement plus nuancé sur l'action de Suchet en Espagne. Ainsi, Philip Haythornthwaite, qui décrit par ailleurs Suchet comme « le plus efficace des maréchaux français ayant servi dans la péninsule », estime que son bilan est mitigé dans la mesure où, si le duc d'Albuféra est généralement reconnu pour son approche plus humaine que celle de ses collègues, cela ne l'a pas empêché de recourir à des méthodes brutales, comme lors du siège de Lérida où il ordonne de masser des civils espagnols devant ses troupes afin de précipiter la reddition de la ville. De même, les exactions commises par ses hommes durant la prise de Tarragone en 1811 sont sévèrement critiquées, en particulier par ses adversaires britanniques et espagnols, à tel enseigne que Suchet juge nécessaire de se justifier sur ce point dans ses Mémoires. Dans son ouvrage consacré aux maréchaux napoléoniens engagés dans la guerre d'Espagne, Richard Humble tempère les louanges accordées à ce dernier : « Suchet a souvent été reconnu comme le plus grand des maréchaux déployés dans la péninsule, mais ses admirateurs négligent la plupart du temps de souligner qu'il pouvait être tout aussi factieux et borné — avec ses supérieurs ou ses camarades chefs de corps — que n'importe lequel d'entre eux », ajoutant que sa chance est de n'avoir jamais affronté Wellington sur le champ de bataille.

## Mariage et descendance
- Louis-Gabriel Suchet épousa le 16 novembre 1808, Honorine Anthoine de Saint-Joseph (Marseille, 26 février 1790 - Paris, 13 avril 1884), fille d'Antoine-Ignace Anthoine (1749-1826), maire de Marseille (1805-1813), baron de Saint-Joseph et de l'Empire, dont il eut :
  - Louise-Honorine (-Paris, 23 octobre 1885), mariée, le 11 octobre 1830, avec Joseph-Charles-Maurice, comte Mathieu de La Redorte (1804-1886), dont postérité ;
  - Louis-Napoléon (1813-1877), 2e duc d'Albufera, marié le 11 juin 1844 avec Malvina de Schickler (1822-1877), dont :
    - Postérité ;

  - Marie (1820 - Paris, 27 mai 1835).

## Décorations
Empire français /  Royaume de France
- Grand aigle de la Légion d'honneur (8 février 1806, confirmé Grand-croix de l'ordre royal de la Légion d'honneur le 16 août 1816) ; Grand officier (25 prairial an XII (14 juin 1804)) ; Légionnaire (19 frimaire an XII (11 décembre 1803)).
- Commandeur de Saint-Louis (24 septembre 1814).
- Chevalier de l'ordre du Saint-Esprit.

 Royaume d'Italie
- Chevalier de l'ordre de la Couronne de fer (23 décembre 1807).

 Royaume de Saxe
- Commandeur de l'ordre de Saint-Henri de Saxe (22 septembre 1808).

## Hommages
- Un boulevard de Paris porte son nom.
- Un cours de Lyon porte son nom.
- Une place de Largentière porte son nom.
- Une rue à Maisons-Alfort porte son nom, elle est d'ailleurs sécante de la rue Marc Sangnier.
- Le nom de « SUCHET » est gravé au côté Ouest (33e colonne) de l’arc de triomphe de l’Étoile, à Paris.
- Il a donné son nom à un plat de poulet en sauce : la poularde Albuféra.
- Il est inhumé au cimetière du Père Lachaise:https://fr.geneawiki.com/index.php/Cimeti%C3%A8re_du_P%C3%A8re-Lachaise_-_Paris#/media/File:P%C3%A8re_Lachaise_Louis_Gabriel_SUCHET_mar%C3%A9chal_d%27Empire_duc_d%27Albufera.jpg

## Publications
Il publie ses Mémoires sous le titre : Mémoires du maréchal Suchet, duc d'Albufera, sur ses campagnes en Espagne : depuis 1808 jusqu'en 1814, Adolphe Bossange, 1828
- Tome Ier (lire en ligne)
- Tome II (lire en ligne)

## Armoiries
| Figure | Blasonnement |
|        | Armes du 1er comte Suchet et de l'Empire (19 mars 1808, lettres patentes du 24 juin 1808), général de brigade (3 germinal an VI (23 mars 1798)), général de division (22 messidor an VII (10 juillet 1799)), maréchal de l'Empire (8 juillet 1811), Légionnaire (19 frimaire an XII (11 décembre 1803)), puis Grand officier (25 prairial an XII (14 juin 1804)), puis Grand aigle de la Légion d'honneur (8 février 1806, confirmé Grand-croix de l'ordre royal de la Légion d'honneur le 16 août 1816), Chevalier de l'ordre de la Couronne de Fer (23 décembre 1807), Commandeur de l'ordre de Saint-Henri de Saxe (22 septembre 1808), Coupé, au 1, parti, du quartier des comtes militaires de l'Empire et d'or à un demi-vol d'aigle renversé de sable ; au 2 de gueules au pont d'or, sommé d'un lion passant du même tenant de la patte dextre un rinceau de grenadier d'or., |
|        | Armes du duc d'Albufera et de l'Empire (11 janvier 1813), Commandeur de Saint-Louis (24 septembre 1814), Chevalier de l'ordre du Saint-Esprit, Pair de France (4 juin 1814, 2 juin 1815 (Cent-Jours), révoqué le 24 juillet 1815, réintégré par lettres patentes du 5 mars 1819, duc et pair avec dispense de majorat par autres lettres du 9 novembre 1824), Parti de trois traits, coupé d'un autre, qui fait huit quartiers : au 1, d'or, à quatre vergettes de gueules, à trois fers de pique d'argent, 2 et 1, brochant sur le tout ; au 2, d'argent, à une tour sommée de trois tourelles de sable ; au 3, contre-écartelé, de gueules à une tour de sable, et d'or à un arbre de sinople ; au 4, d'argent, à trois pals ondés d'azur ; au 5, d'azur, à une galère d'argent de six rames, surmontée des lettres S A G, et acc. en pointe d'un dauphin et d'une coquille d'argent ; au 6, d'or, à quatre vergettes de gueules, et un lis d'argent, brochant sur le tout ; au 7, d'azur, à une tour sommée de trois tourelles de sable, sur une terrasse de sinople ; au 8, d'or, à cinq étoiles d'azur, 2, 1 et 2. Sur le tout : coupé, au 1, parti, à dextre, d'azur à une épée d'argent, montée d'or ; à sénestre, d'or à un demi-vol d'aigle renversé de sable ; au 2 de gueules au pont d'or, sommé d'un lion passant du même tenant de la patte dextre un rinceau de grenadier d'or. Au chef des ducs de l'Empire brochant. Supports : deux léopards lionnés,. |

### Sources et bibliographie
: document utilisé comme source pour la rédaction de cet article.
- Les papiers personnels de Louis-Gabriel Suchet sont conservés aux Archives nationales sous la cote 384AP[49].
- Charles Théodore Beauvais de Préau, Victoires, conquêtes, désastres, revers et guerres civiles des Français depuis les temps les plus reculés jusques et compris la Bataille de Navarin, vol. 22, C.L.F Panckoucke, 1820, 311 p.
- Bernard Bergerot (préf. Jean Tulard), Le maréchal Suchet, Paris, Tallandier, coll. « Bibliothèque napoléonienne », 1986, 265 p. (ISBN 2-235-01686-3).
- Béatrice Capelle et Jean-Claude Demory, Maréchaux d'Empire, Paris, E/P/A, 2008, 287 p. (ISBN 978-2-85120-698-5), « Suchet, la valeur trop tard reconnue ».
- Ian Castle (préf. David G. Chandler, ill. Christa Hook), Austerlitz 1805 : le chef-d'œuvre de Napoléon, Paris, Osprey Publishing & Del Prado Éditeurs, coll. « Osprey / Armées et batailles » (no 2), 2004 (1re éd. 2002), 94 p. (ISBN 2-84349-178-9).
- Louis Chardigny, Les maréchaux de Napoléon, Paris, Tallandier, 1977, 495 p..
- Jean-Baptiste Alphonse Charras et Philippe Vandermaelen, Campagne de 1815 : Waterloo, Meline, Cans et comp.- J. Hetzel et comp., 1857, 504 p.
- Abel Hugo, France militaire. Histoire des armées françaises de terre et de mer de 1792 à 1837, Delloye, 1838, 368 p. (lire en ligne).
- Frédéric Hulot, « Le Maréchal Suchet », dans Les grands maréchaux de Napoléon, Pygmalion, 2013, 1706 p. (ISBN 978-2-7564-1081-4).
- Jacques Jourquin, Dictionnaire des maréchaux du Premier Empire : dictionnaire analytique statistique et comparé des vingt-six maréchaux, Paris, Christian/Jas, septembre 1999, 211 p. (ISBN 2-911090-05-5).
- A. Lievyns, Jean Maurice Verdot et Pierre Bégat, Fastes de la Légion d'honneur : biographie de tous les décorés accompagnée de l'histoire législative et réglementaire de l'ordre, vol. 3, Bureau de l'administration, 1844 (lire en ligne).
- Jean-Claude Lorblanchès, Les soldats de Napoléon en Espagne et au Portugal : 1807-1814, L'Harmattan, 2007, 540 p. (ISBN 978-2-296-16464-2, lire en ligne).
- « Louis-Gabriel Suchet », dans Charles Mullié, Biographie des célébrités militaires des armées de terre et de mer de 1789 à 1850, 1852 [détail de l’édition].
- « Louis-Gabriel Suchet », dans Adolphe Robert et Gaston Cougny, Dictionnaire des parlementaires français, Edgar Bourloton, 1889-1891 [détail de l’édition].
- Georges Six (préf. commandant André Lasseray), Dictionnaire biographique des généraux & amiraux français de la Révolution et de l'Empire (1792-1814), t. 2, Paris, Georges Saffroy éditeur, 1934, p. 481 et 482.
- Oleg Sokolov (préf. Jean Tulard), L'armée de Napoléon, Commios, 2003, 592 p. (ISBN 978-2-9518364-1-9).
- (en) R. P. Dunn-Pattison, Napoleon's Marshals, Kessinger Publishing, 2010 (1re éd. 1909), 436 p. (ISBN 978-1-163-42734-7 et 1-163-42734-9), « Louis Gabriel Suchet, marshal, duke of Albufera ».
- (en) Philip Haythornthwaite (ill. Patrice Courcelle), Napoleon's Commanders (II): c1809-1815, Londres, Osprey Publishing, coll. « Osprey / Elite » (no 83), 2002, 64 p. (ISBN 1-84176-345-4).
- (en) Richard Humble, Napoleon's Peninsular Marshals, Londres, Macdonald, 1973, 228 p. (ISBN 0-356-04569-2).
- (en) Jeanne A. Ojala, « Suchet: The Peninsular Marshal », dans David G. Chandler, Napoleon's Marshals, Londres, Weidenfeld & Nicolson, 1998 (1re éd. 1987) (ISBN 0-297-84275-7).